# Varga Márton (kertész)
Varga Márton (Szilágysomlyó, 1886. november 11. – Budapest, 1952. január 11.) kertész, kertészképző iskolai igazgató.

## Tanulmányai, pályafutása

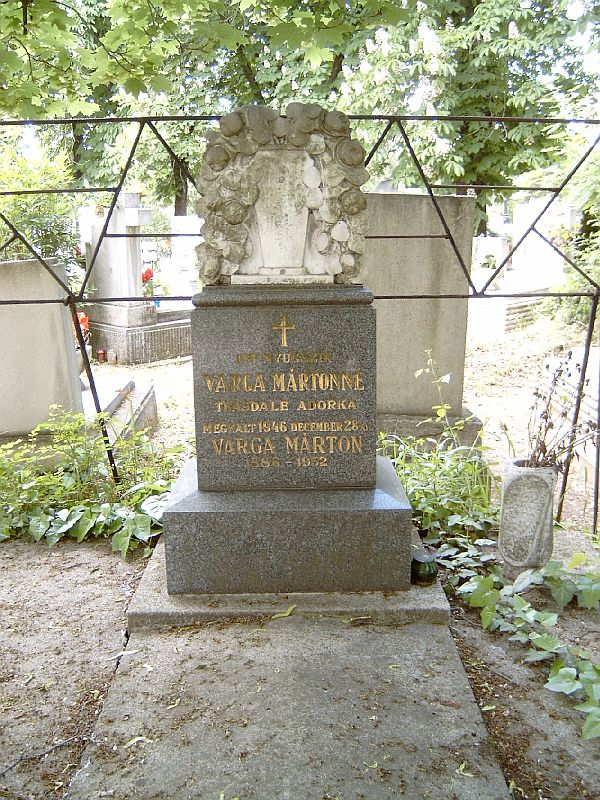
Varga Márton sírja Budapesten. Új köztemető 73-1/A-30.

A Kertészeti Tanintézetben 1905 – 1908 között végezte el felsőfokú tanulmányait. 1909-ben Budapest székesfőváros szolgálatába lépett, mint városi főkertész. 1925-ben hozta létre és két évtizeden át irányította a Székesfővárosi Kertészképző Iskolát. 1928-ban sikeres nagyarányú virághagyma- (tulipán és jácint) termesztést kezdett. Ügyvezető elnöke, majd elnöke volt az Országos Magyar Kertészeti Egyesületnek.

## Főbb művei
Írásai a Kertészeti Szemlében és a Kertészeti Lapokban jelentek meg.
- Virághagymák termesztésének és a hagymás virágfajok, fajták és változatok ismertetése (Budapest, 1931)
- Tájékoztató a konyhakerti növények termesztéséhez és a parlagterületek szakszerű kihasználásához és megműveléséhez (Budapest, 1942)